# Валер'ян Протасевич
Протасевич Валер'ян гербу Деревиця (також Валеріан, Проташевич-Шушковський, Сушковський, пол. Walerian Protasewicz; бл. ,1505 — 31 грудня 1579) — державний, освітній та релігійний діяч Великого князівства Литовського. Єпископ Луцький Римсько-Католицької Церкви. Засновник Віленського єзуїтського колегіуму, з якого 1578 постав Віленський університет.

## Життєпис
Народився близько 1505 року. Походив з литовського боярського роду, що осів у Сушкові поблизу Крайська. Сприяв діяльності колегіуму єзуїтів у Вільні.
Був найвищим писарем литовським (1545—1549). Майбутній кардинал Юрій Радзивілл був затверджений ним на посаді коад'ютора віленського каноніка, його кандидатуру він представив на розгляд Віленської капітули.
Був похований у збудованому за його сприяння гробівці під вівтарем Святого Хреста Латинської катедри святого Станіслава і святого Владислава у Вільно.